# Московский международный кинофестиваль 1993
XVIII Московский международный кинофестиваль состоялся в 1993 году. Открылся 1 июля 1993 года.

## Жюри
Председатель жюри:
- Клод Лелуш, режиссёр (Франция)

Состав жюри:
- Гила Альмагор, актриса (Израиль)
- Яцек Бромский[англ.], режиссёр и продюсер (Польша)
- Павел Лунгин, сценарист и режиссёр (Россия)
- Тильда Суинтон, актриса (Великобритания)

## Фильмы-участники
- «Барабаниада» — (Россия — Франция, режиссёр Сергей Овчаров)
- «Берлин в Берлине» — Berlin in Berlin (Турция — Германия, режиссёр Синан Четин)
- «Гангстеры» — Gangsters (Италия, режиссёр Массимо Гульельми)
- «Глас вопиющий…» — Дзайн барбора (Армения, режиссёр Виген Чалдранян)
- «Дедушка Гэ» — (КНР, режиссёр Хань Ган)
- «Дети чугунных богов» — (Россия, режиссёр Томаш Тот)
- «Иона, который жил во чреве кита» — Jona che visse nella balena (Италия — Франция, режиссёр Роберто Фаэнца)
- «Крылья летучей мыши» — Flaggermusvinger (Норвегия, режиссёр Эмиль Станг Лунд)
- «Наследство, или Едрёнавошьгутентаг» — Dedictvi aneb kurvahosigutntag (Чехия, режиссёр Вера Хитилова)
- «Осколки» — Les pots casses (Канада, режиссёр Франсуа Бувье)
- «Отцы и сыновья» — Fathers and sons (США, режиссёр Пол Моунс)
- «Рипа» — Рипа выходит из себя / Ripa ruostuu (Финляндия — Германия, режиссёр Кристиан Линдблад)
- «Роза» — (Индия, режиссёр Мани Ратнам)
- «Самовольная отлучка» — Absent without leave (Новая Зеландия, режиссёр Джон Лэйнг)
- «Сталинград» — Stalingrad (Германия — Швеция, режиссёр Йозеф Вильсмайер)
- «Тени одного сражения» — Sombras en una batalla (Испания, режиссёр Марио Камус)
- «Три лучшие вещи на свете» — De drie beste dingen in һет leven (Нидерланды, режиссёр Гер Поппеларс)
- «Холостяцкая жизнь на чужбине» — Kawalerskie zycie na obczyznie (Польша, режиссёр Анджей Бараньский)
- «Хронос» — Cronos (Мексика, режиссёр Гильермо Дель Торо)
- «Чаплин» — Chaplin (Великобритания — США — Франция — Италия, режиссёр Ричард Аттенборо)
- «Я буду жить!» — (Республика Корея, режиссёр Юн Сам Юк)
- «Я — Иван, ты — Абрам» — Moi Ivan, toi Abraham (Франция — Беларусь, режиссёр Иоланда Зоберман)

## Награды

### «Золотой Георгий»
- «Я — Иван, ты — Абрам» / Moi Ivan, toi Abraham (Франция — Белоруссия, реж. Иоланда Зоберман)

### «Специальный серебряный Георгий»
- «Барабаниада» (Россия — Франция, реж. Сергей Овчаров)

### Призы
- Актёр Ли Дук Ва («Я буду жить!» / Saleolilatda, Республика Корея)
- Актриса Хюлья Авшар («Берлин в Берлине» / Berlin in Berlin, Турция — Германия)

### Диплом за режиссуру
- Эмиль Станг Лунд («Крылья летучей мыши» / Flaggermusvinger, Норвегия)

### Диплом за сценарий
- Жиль Дежарден («Осколки» / Les pots casses, Канада)

### Приз христианского жюри
- «Барабаниада» (Россия — Франция, реж. Сергей Овчаров)
- «Иона, который жил во чреве кита» / Jona che visse nella balena (Италия — Франция, реж. Роберто Фаэнца)